# Anna Odobescu
Anna Odobescu (née le 3 décembre 1991 à Dubăsari) est une chanteuse moldave.
Elle représente son pays au concours Eurovision de la chanson 2019 avec sa chanson Stay. Elle a remporté le concours national de sélection qui s'est déroulé via l'émission O Melodie Pentru Europa 2019. Elle concourt dans la seconde demi-finale, obtient 85 points, ce qui la classe 12e, elle ne parvient pas à se qualifier pour la finale.
En 2020, elle apparaît dans le film Eurovision Song Contest: The Story Of fire Saga aux côtés d'autres artistes de l'Eurovision. Elle y joue son propre rôle.